# Draft d'espansione
Il draft d'espansione è una procedura, adottata per lo più nello sport professionistico nordamericano, nella quale le nuove squadre di una lega acquisiscono giocatori da quelle già esistenti.
Di fatto si viene a formare una lista in cui tutte le squadre che hanno preso parte al precedente campionato inseriscono alcuni elementi, a seconda delle regole di lega. La nuova squadra deve sceglierne un numero prestabilito (anch'esso dipendente dalla lega in questione) sulla lista, con l'unico vincolo di non poter sottrarre più di un singolo giocatore ad un'altra squadra.